# Aesopus Latinus
Aesopus Latinus oder kurz Romulus ist der Titel einer lateinischen Fabelsammlung in Prosa, die um das Jahr 400 möglicherweise in Gallien nach einer Ausgabe der Fabeln in Versen des Phaedrus geschaffen wurde, die in dieser Zeit noch deutlich vollständiger vorlag als in späteren Jahrhunderten. Der Name der Sammlung rührt von dem Einleitungsbrief her, der von einem Romulus stammt, über den ansonsten nichts bekannt ist. Romulus behauptet hier, er habe die Fabeln aus dem Griechischen übersetzt. Im Mittelalter war Aesop fast nur durch diese Ausgabe bekannt. Mittelalterliche Gelehrte glaubten Romulus als den römischen Kaiser Romulus Augustulus identifizieren zu können.

## Überlieferung der Aesopstoffe an das Mittelalter
Mindestens zwölf Textzeugen des Romulus aus dem 10. bis 15. Jahrhundert sind überliefert. Sie teilen sich in zwei Hauptredaktionen auf. Die Textgeschichte ist außerordentlich verwickelt, doch gilt inzwischen als gesichert, dass die 81 Fabeln der Kernsammlung, die in der Recensio gallicana und der Recensio vetus tradiert sind, zu mindestens 75 % auf eine Prosa-Phaedrus-Bearbeitung des 4. Jahrhunderts zurückzuführen sind. In der Forschungsliteratur wird dieser Strang als Urromulus, als Aesopus ad Rufum oder eben als Aesopus latinus bezeichnet. Hauptsächlich in das vierte Buch des Romulus sind aber auch andere Quellen eingeflossen, von denen sich jedoch nur die Hermeneumata des Pseudo-Dositheus identifizieren lassen. Neben dem Aesopus latinus waren die Fabelstoffe des Äsop dem Mittelalter noch durch die Mythiamboi des Babrios bekannt, die von Avianus weiterbearbeitet wurden.